# Bukovče (Jagodina)
Pour les articles homonymes, voir Bukovče.
Bukovče (en serbe cyrillique : Буковче) est un village de Serbie situé sur le territoire de la ville de Jagodina, district de Pomoravlje. Au recensement de 2011, il comptait 833 habitants.

## Démographie

### Évolution historique de la population
| 1948 | 1953 | 1961 | 1971 | 1981 | 1991 | 2002 | 2011 |
| ---- | ---- | ---- | ---- | ---- | ---- | ---- | ---- |
| 509  | 543  | 567  | 600  | 657  | 790  | 750  | 833  |

|  |